# Tyringe församling
Tyringe församling är en församling i Göinge  kontrakt i Lunds stift. Församlingen ligger i Hässleholms kommun i Skåne län och utgör ett eget pastorat.

## Administrativ historik
Församlingen bildades 2010 genom sammanslagning av Matteröds församling, Finja församling och Hörja församling och var därefter till 2022 moderförsamling i pastoratet Tyringe, Röke och Västra Torup (Tyringe pastorat). 1 januari 2022 införlivades Röke och Västra Torups församlingar och Tyringe församling blev ett enförsamlingspastorat.

## Kyrkor

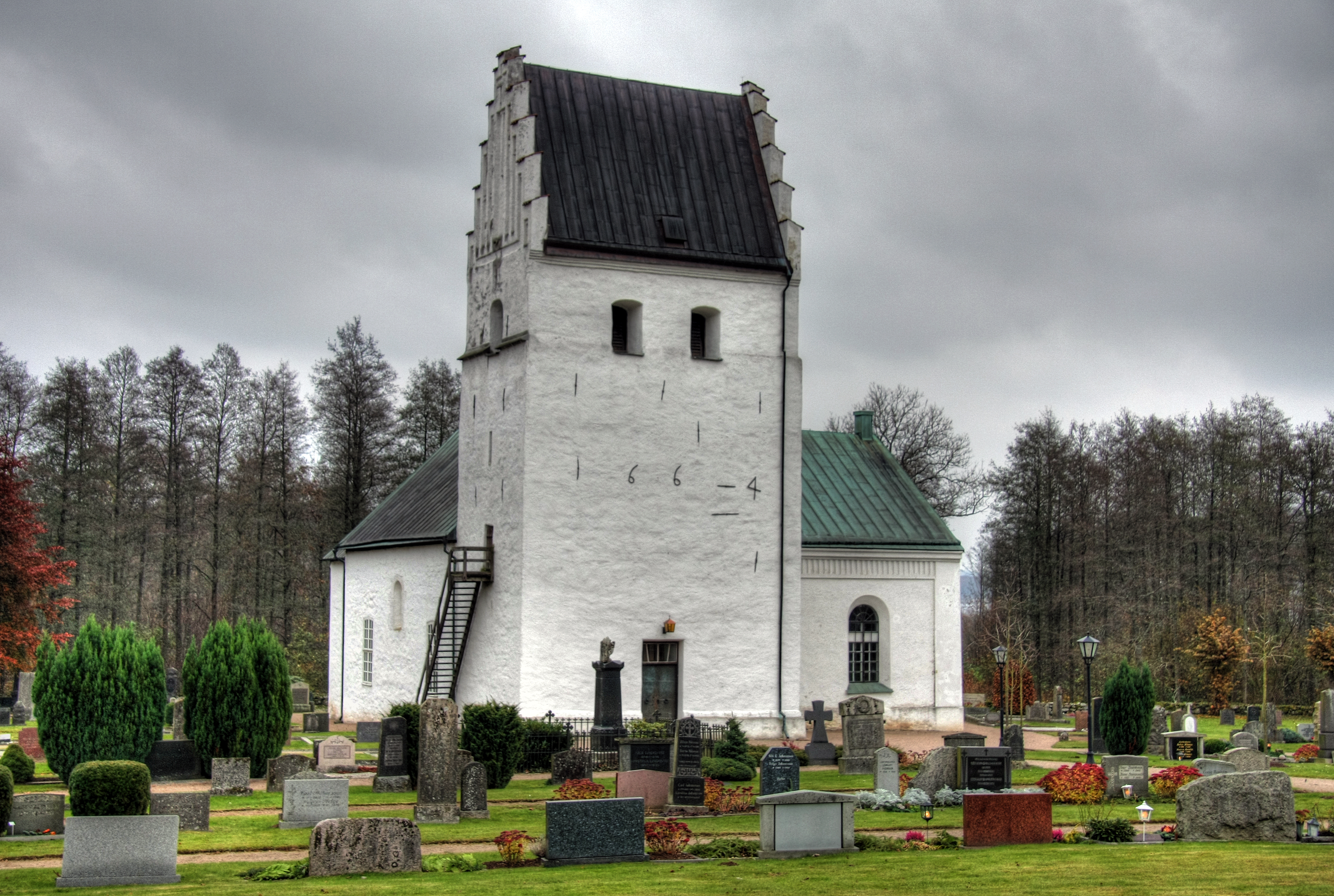
Finja kyrka
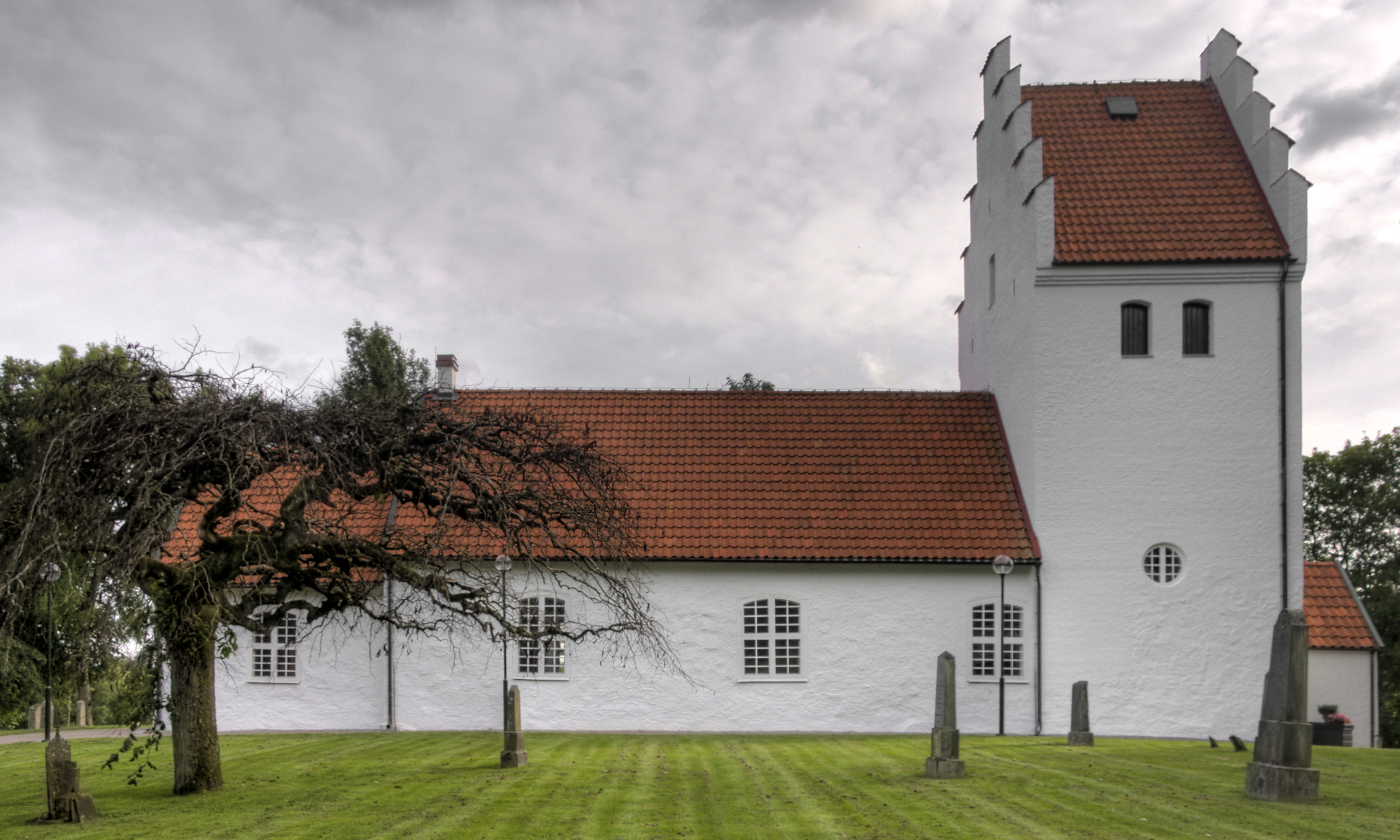
Hörja kyrka
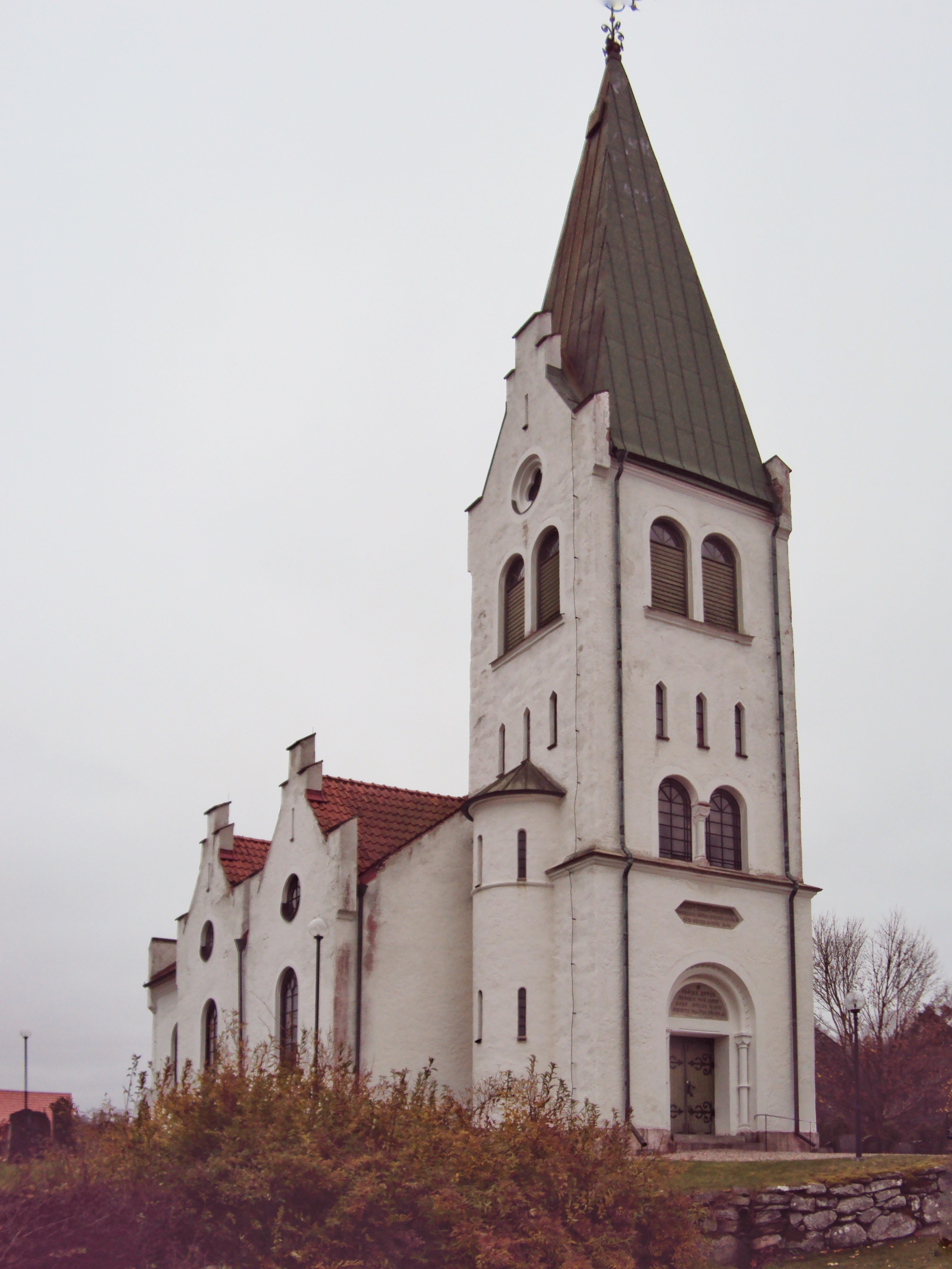
Matteröds kyrka
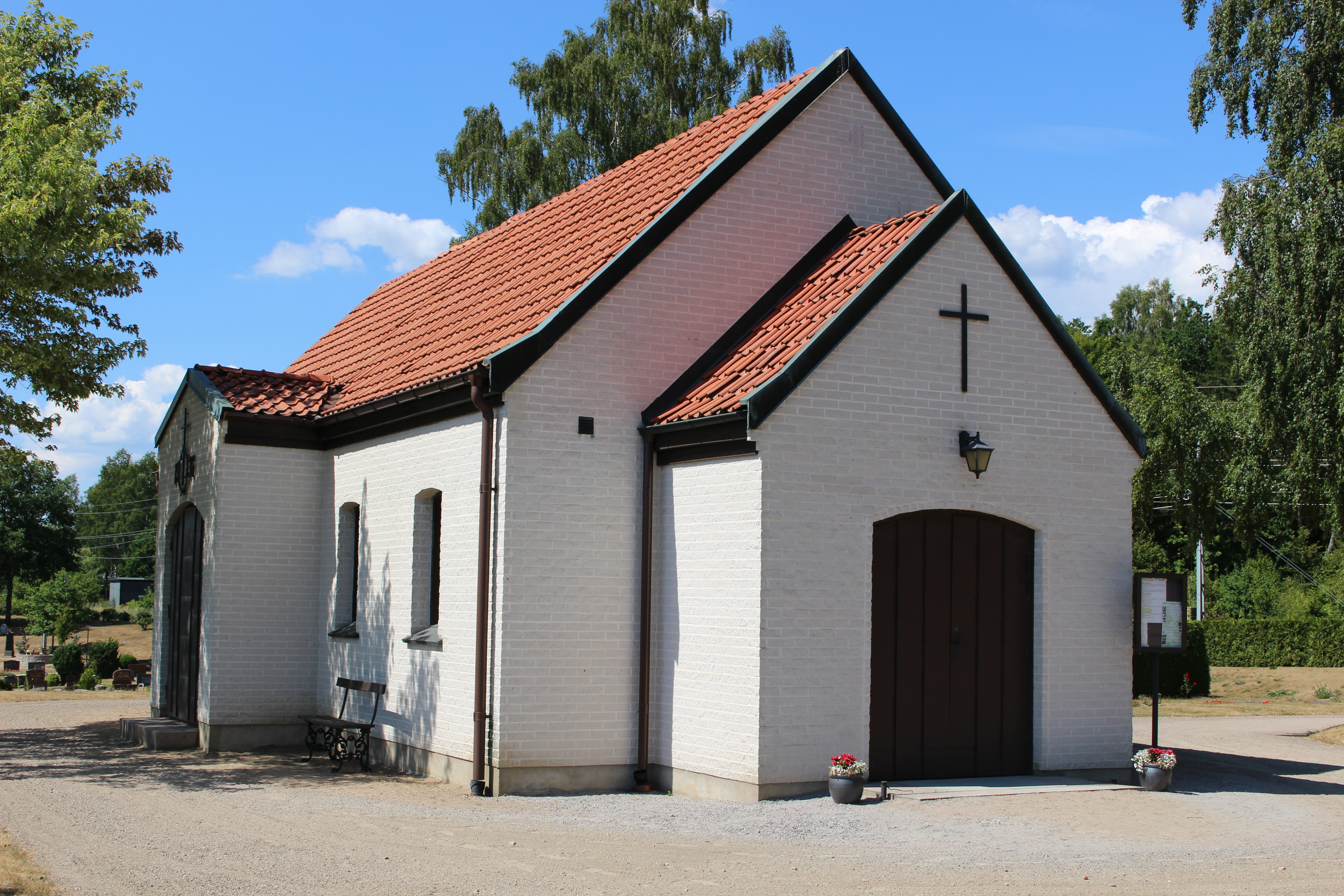
Tvärskogs kapell
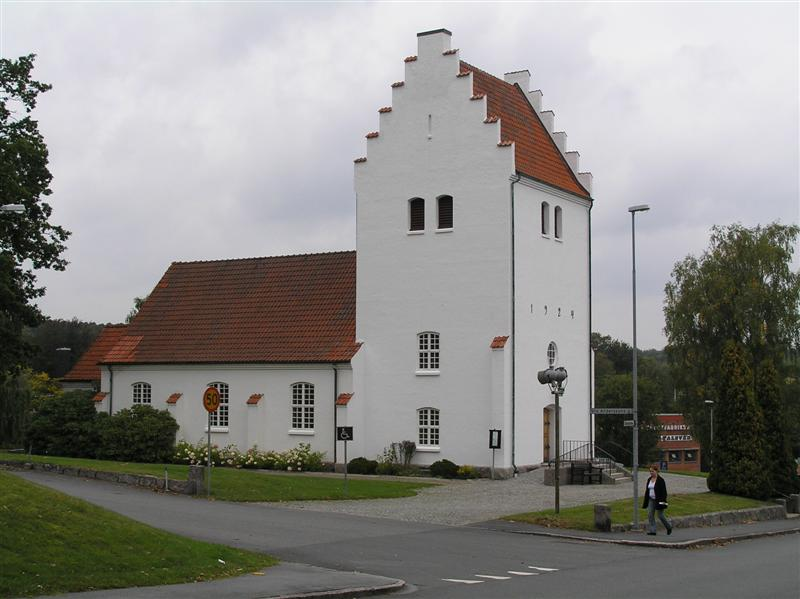
Tyringe kyrka
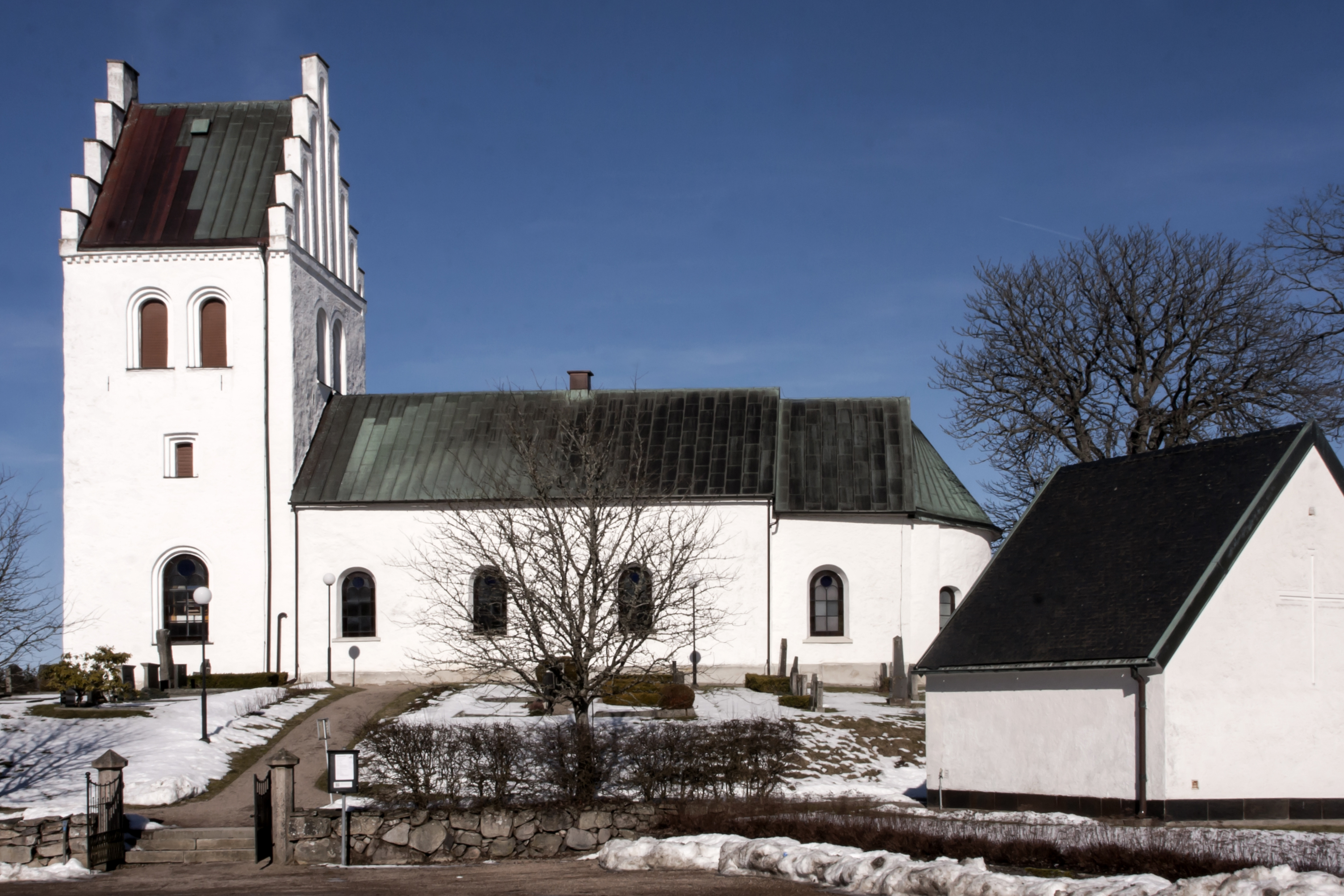
Västra Torups kyrka
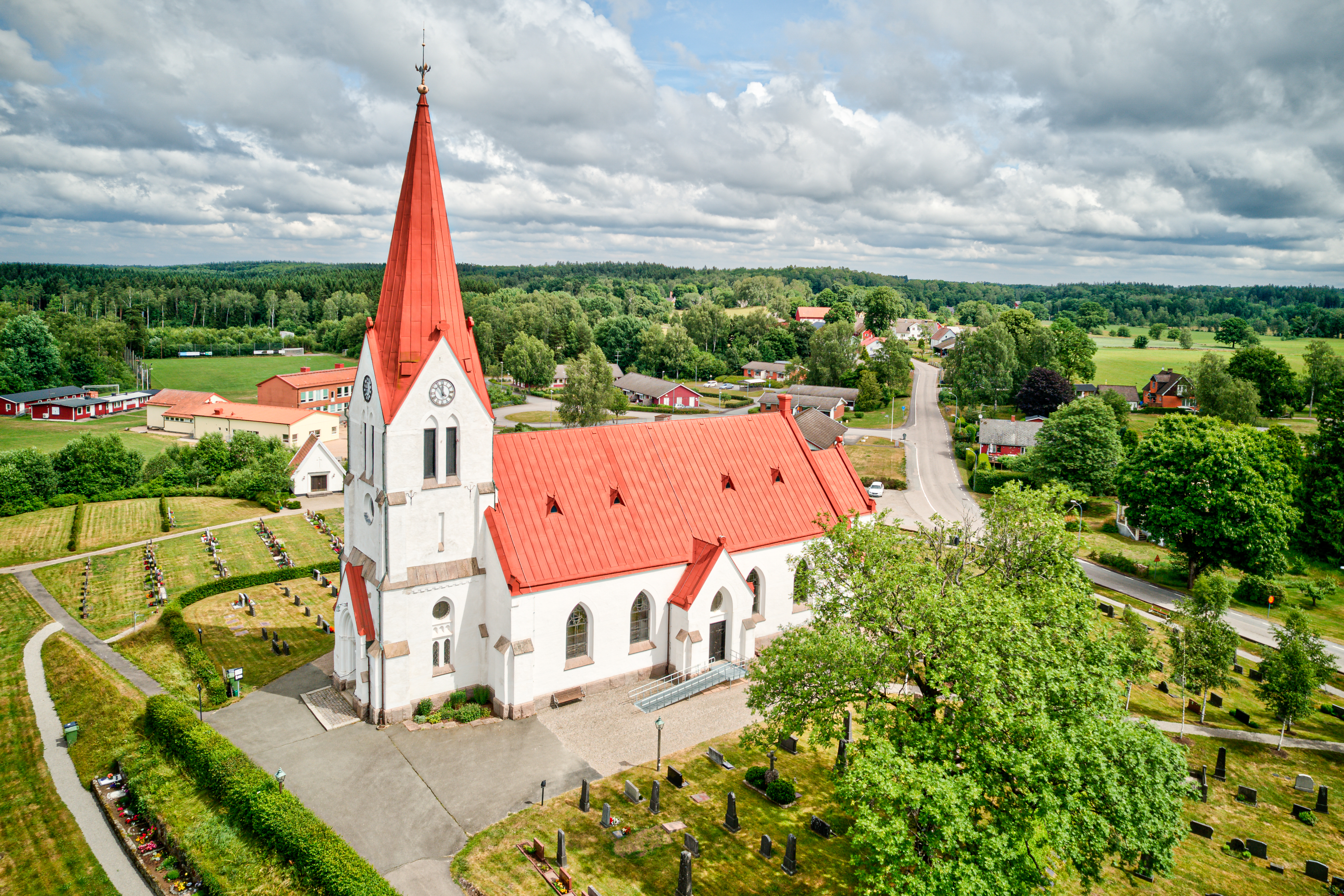
Röke kyrka